# Jamie Moses
Jamie Moses (1955. augusztus 30. –) angol rockgitáros.

## Pályafutása
Dolgozott együtt Brian May-jel, Gary Barlowval, Spike Edney-vel, Tony Hadley-vel, a Mike and the Machanics-szel, a The Pretenders-szel és Paul Younggal. Gitáron játszott a Queen + Paul Rodgers turnékon 2005-ben és 2006-ban. Saját együttesében, a Hiding In Publicben énekesi és gitárosi posztot tölt be.

## Közreműködései
- Brian May: Live at the Brixton Academy (1994)
- Brian May: Another World (1998; gitár a Slow Down dalban)
- Queen + Paul Rodgers: Return of the Champions (2005)
- Queen + Paul Rodgers: Super Live in Japan (2006)

## Külső hivatkozások
- Hivatalos weboldal
- Életrajz Archiválva 2015. március 29-i dátummal a Wayback Machine-ben